# کوی نشاط
کوی نشاط نام برنامه‌ای رادیویی، در رادیو ایران و زیر نظر گروه ورزش و تفریحات این شبکه است. این برنامه محصول کار برنامه سازان، نویسندگان و بازیگرانی بود که سابقه فعالیت درعرصه طنز را داشتند.
این برنامه از فروردین ماه ۱۳۹۱ (شمسی) با تهیه‌کنندگی امیر عباس اشرف در رادیو ایران شروع شد، پخش آن در مهر ماه ۱۳۹۴ (شمسی) متوقف شد.
در سال ۱۳۹۴ تولید برنامه کوی نشاط از سرگرفته شد. این بار تهیه کنندگی این برنامه به مهدی ساعی سپرده شد. مهدی ساعی با طرح و بازیگرانی جدید این برنامه را بازطراحی و تولید نمود.
اما از سال 1400 این برنامه  به سومین تهیه کننده سپرده شد . از این سال خانم ندا حاجی اسماعیلی مسئولیت تولید این برنامه را به عهده گرفت و وی با ترکیبی از بایگران قدیمی و جدید این برنامه را به روی آنتن رادیو ایران برد . در فصل سوم این برنامه شاهرخ باقری نژاد کارگردانی آن  را به عهده گرفت و صداپیشگانی چون تورج نصر، عباس نباتی، امیر پارسی، رضا پاپی، میثم رستگاری و الهام زرتاختی، آسیه گرجی و ... به ایفای نقش پرداختند 
کوی نشاط هر هفته پنج شنبه‌ها از ساعت ۹ تا 11صبح از رادیو ایران پخش می‌شود و تکرار برنامه عصر همان روز ساعت ۲۰ به روی آنتن رادیو ایران می‌رود.

## ساختاربرنامه
در ابتدا محله‌ای در این برنامه متصور بودند که با ورود یک زن و شوهر برنامه ساز رادیویی با بازی گیلدا حمیدی و کریم بیانی، به این محله و ایجاد ایستگاه «رادیویی محله» برنامه آغاز می‌شد و در هر برنامه حداقل یک موقعیت طنز در هر یک از لوکیشن‌های در نظر گرفته شده اتفاق می‌افتاد که این زوج برنامه ساز آیتم‌ها را به هم پیوند می‌دادند.
این برنامه با پرداختن به فرهنگ‌های مختلف که از جنس موقعیت‌های طنز و شادی‌آور بود که سعی داشت گامی در جهت ایجاد وحدت ملی و همچنین آشنایی با خرده فرهنگ‌های کشور بردارد.
در ساختار فصل دوم  کوی نشاط، مجری برنامه (ابوالفضل آقاخانی) در ابتدا با اهالی کوی نشاط در میدان اصلی محله جمع می‌شوند و طرح موضوع می‌کنند و به فراخور موضوع به لوکیشن‌های مختلف کوی نشاط می‌روند و اتفاقات نمایشی و طنز آنجا را تقدیم شنوندگان می‌کنند. کوی نشاط در ساختار جدید ۱۲ تا ۱۵ لوکیشن دارد که در هر لوکیشن چند شخصیت اصلی برنامه ایفای نقش می‌کنند. در این میان طنز آهنگهای برنامه که توسط گروه موسیقی کوی نشاط تهیه و تولید می‌شوند به کمک محتوای نمایشها می‌آیند و مکملی برای آنها می‌شوند.
اما در فصل سوم این برنامه، ضمن وفاداری به ساختار ابتدایی و بنیادین برنامه، اتفاقات و رخدادهای مختلفی که در این محل پیش می آید که با محوریت مجری ( ابوالفضل آقاخانی) به صورت آیتمهای طنز موقعیت به مخاطبان ارائه میگردد. در این ساختار شخصیت های مختلف محله در لوکیشن های متعدد پدید آورنده ی آیتمهای متفاوت با یکدیگر می باشند. 

## شخصیت‌ها و آیتم های ثابت در طول فصول مختلف
فصل اول 
- آقای شادمان
- خانم شادمان
- آقای نشاط
- مقراض‌چی
- جاسم آبادانی
- آقای وصال
- آقای آذری
- آقای شهروندی
- دانش خبر
- مرتضی
- گاگول
- گلاره خانم
- هما خانم
- عموی قصه‌گو
- آلن سه لون
- سینا
- جانعلی
- کوی نشاط----۲
- درگیریان
- جوساز
- مدرسه نشاط
- کمال و مهین
- شیرین و فرهاد
- بزرگ فامیل
- مسابقه نشاط
- نشاط الشعرا
- نمکی
- نانوایی نشاط
- عمه ویلمان
- شورای نشاط
- قرضی و بانو

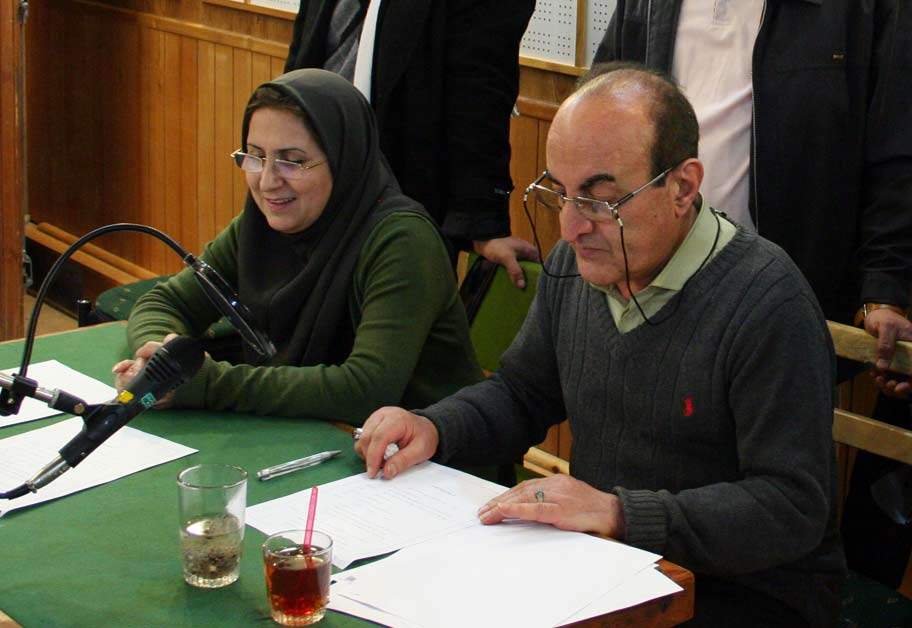
ناهید امیریان شمس‌آبادی و داوود شعبانی نصر درحال اجرای نمایش‌های برنامه کوی نشاطف

- کوی نشاط 3 -------------------------------------------------------
- قسمت و شمسی
- قدرت
- یاور دکه
- خانواده ی پرجمعیت آقا و خانم اسمی
- موسسه ی مالی و بی اعتبار کوی نشاط
- کامی و اصغری ( دو معتاد )
- فریبرز خان و فرامرز خان
- آژانس هواپیمایی بزن بریم به سرعت برق و باد
- بیمارستان
- معلم مدرسه
- اشکبوس
- نمکی
- 118
- مراد و مه لقا
- کریم آبادانی
- استخدام
- مسابقه ی کوی نشاط
- دکتر رونرویان
- عزت تاکسی

## عوامل برنامه

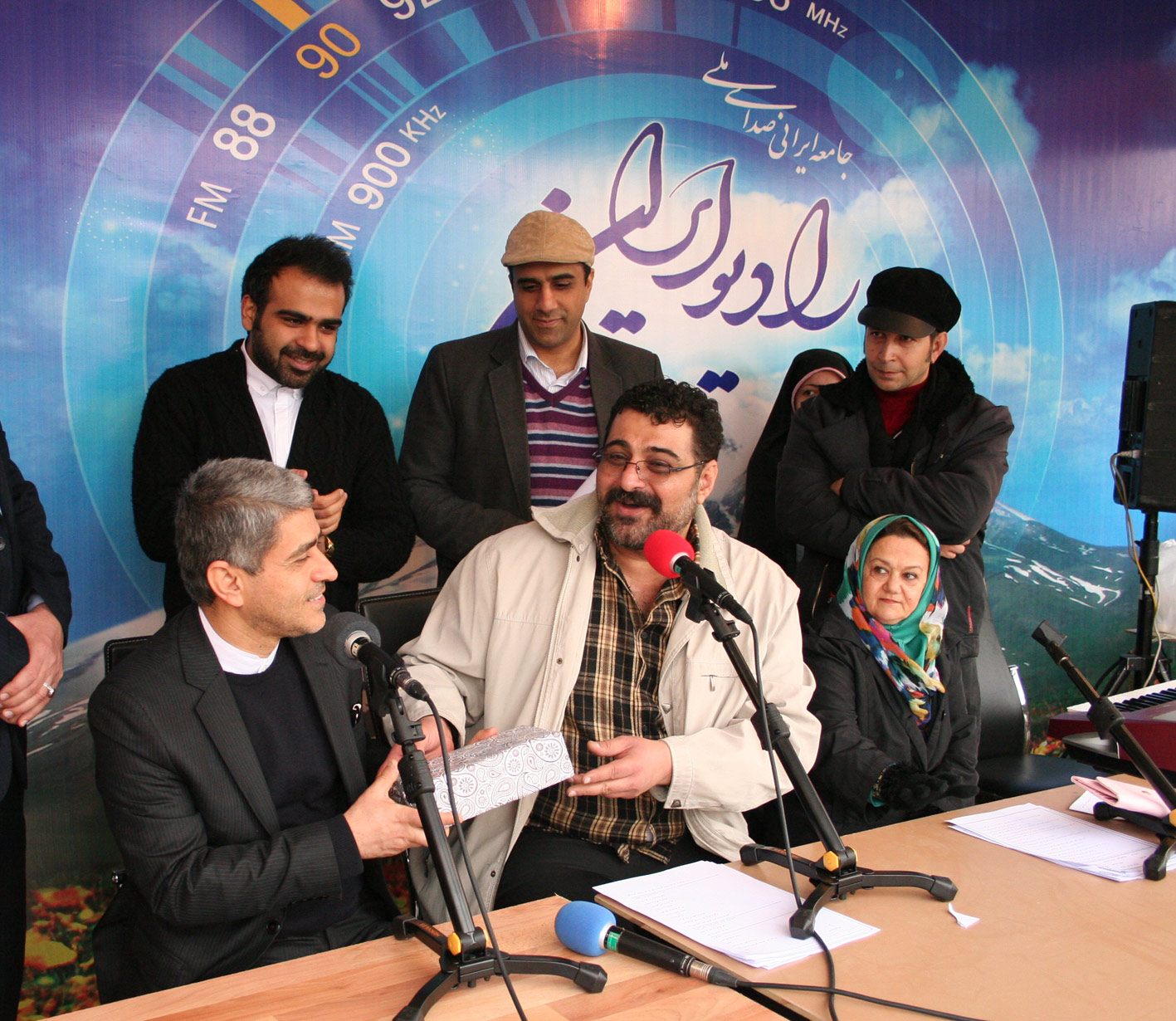
علی طیب نیا وزیر امور اقتصادی و دارایی در غرفه رادیو ایران و گپی با عوامل برنامه کوی نشاط

کوی نشاط به تهیه‌کنندگی امیرعباس اشرف، کارگردانی محمود صابری، آهنگسازی و سرپرستی گروه موسیقی مجتبی تیموری و نویسندگی زهرا ادراکی، شاهرخ باقری‌نژاد، ترانه برومند و بهار مؤمنی و ترانه‌سرایی سیروس دادرس و صدابرداری علی رضا آزادگان مهر تهیه و تولید می‌شد و یک تیم از بازیگران رادیویی شامل ناهید امیریان شمس‌آبادی، محمد مهدی بهنام، داوود شعبانی نصر، اردشیر منظم، مهدی صباغی، مهران نائل، علی رضا تابان، مهدی امین لاری، رحمان محمدی، آسیه گرجی، مارال حاجی زاده، محمودرضا قدیریان، قربان نجفی، گیلدا حمیدی، کریم بیانی، رکسانا گل زاده، محمد حسن حسینیان، و مژگان عظیمی بازیگری قطعات نمایشی کوی نشاط را برعهده داشتند. مجتبی تیموری، محمد تیموری، پرهام محقق، رامین جوادپور و خشایار لزومی نوازندگی و اجرای قطعات موسیقایی را بر عهده داشتند و ندا حاجی اسماعیلی کار هماهنگی و دستیاری این برنامه را انجام می‌داد.
کوی نشاط ۲: تهیه‌کننده و کارگردان مهدی ساعی، مجری ابوالفضل آقاخانی، نویسندگان امیر اکبری، مجید اوجاقلو، معصومه پاکروان، اشرف نوری، ابوالفضل طاهری، معصومه شکرگزار، کیاوش کمالی فر، ترانه‌سرا لیلا حسین پور، بازیگران امیر ناجی، تورج نصر، امیر پارسی، جواد انصافی، فرهاد بشارتی، مینا نوروزی، مژگان عظیمی، نازنین مهیمنی، محمدحسن حسینیان، مرضیه صدرایی، الهام زرتاختی، ویدا شهشهانی، مونیکا جهانبان اول، ارسلان جولایی، امیر قربانی، مجتبی کریمی، معصومه شکرگزار، مهشید حسینیان، مونا قنادها، امیرحسین رنگرز، دستار تهیه محمدحسین خسروجردی، ، گروه موسیقی به سرپرستی  غلامرضا سلیمی، صدابرداران مهدی حدادی و علیرضا آزادگان مهر
کوی نشاط 3 - تهیه کننده ندا حاجی اسماعیلی ، کارگردان شاهرخ باقری نژاد ، مجری ابولفضل آقاخانی ، نویسندگان : شاهرخ باقری نژاد ، طنین علیخانی ، مجید اجاقلو ، ابولفضل طاهری ، میثم رستگاری ، ترانه سرایان ، میثم رستگاری ، رادمهر موسوی ، بازیگران : تورج نصر ، اردشیر منظم ، عباس نباتی ، امیر پارسی ، ارسلان جولایی،  رضا پاپی ، میثم رستگاری ، الهام زرتاختی ، مونیکا جهانبان ، آسیه گرجی ، علیرضا تابان ، آزاده اکبری ، مریم باقری ، داوود شمس ، محمدرضا بهاریان ، مصطفی خواجه حسینی ، امید ماهر ، مرتضی اسماعیلی ، گروه موسیقی به سرپرستی حمید نورایی ، اجرا حامد قویدل ، داوود شمس ، میثم رستگاری ، دستیار تهیه غزاله عمیدی ، صدابردار علیرضا آزادگان مهر 

## جوایز و افتخارات

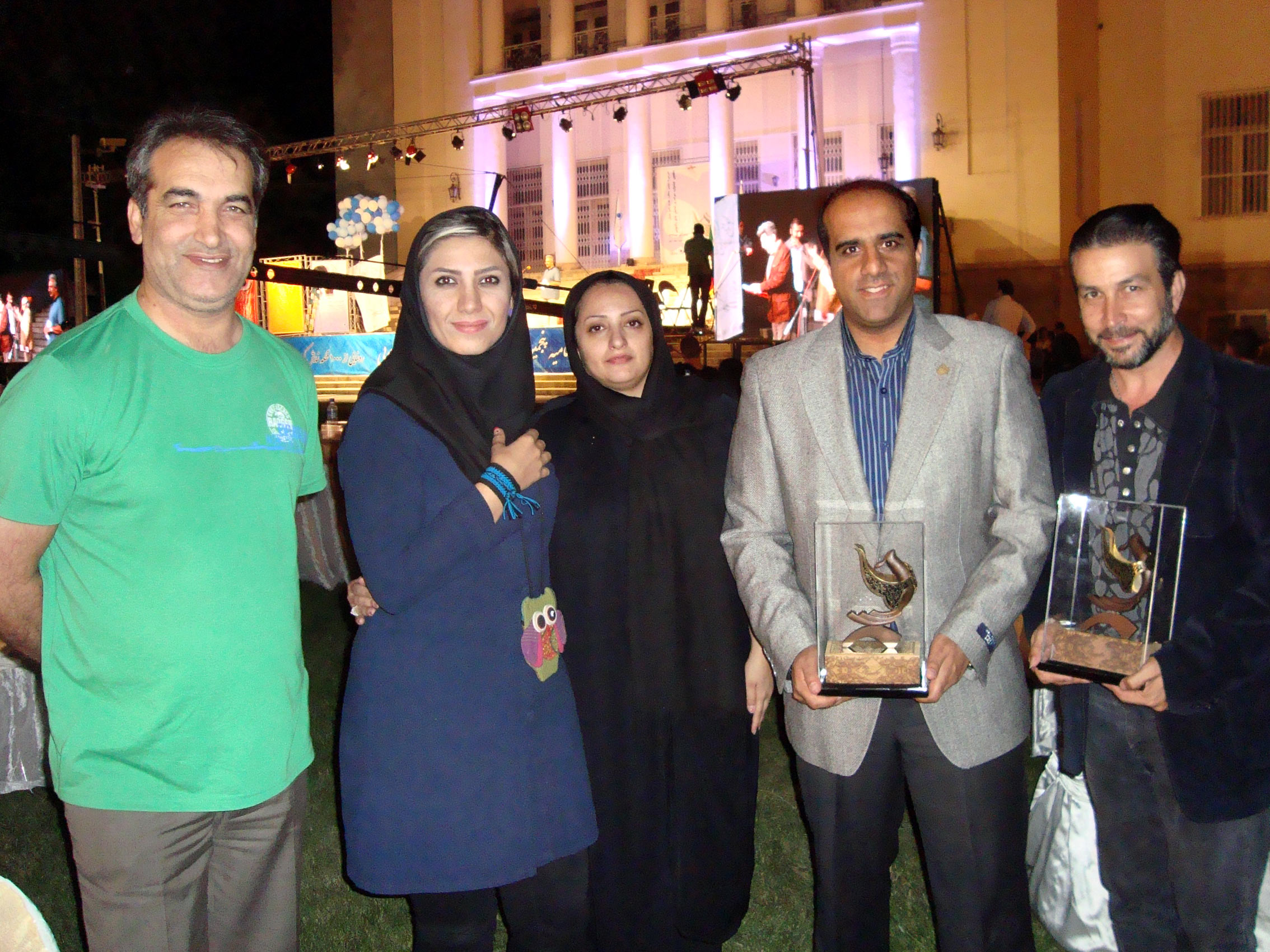
گروه برنامه ساز کوی نشاط با دو جایزه تهیه کنندگی برتر دراختتامیه پنجمین جشنواره سراسری نمایش‌های رادیویی

- برنامه منتخب در بخش طنز در" سیزدهمین جشنواره بین‌المللی برنامه‌های رادیویی " برای تهیه‌کننده برنامه، امیرعباس اشرف
- عنوان برترین صدابردار در" سیزدهمین جشنواره بین‌المللی برنامه‌های رادیویی " برای صدابردار برنامه، علی‌رضا آزادگان‌مهر
- عنوان تهیه‌کننده برتر در بخش اصلی، نمایش کوتاه طنز با نمایش کوتاه " قصه مهدکودک " در" پنجمین جشنواره سراسری نمایش‌های رادیویی " برای تهیه‌کننده برنامه، امیرعباس اشرف
- عنوان تهیه‌کننده برتر در بخش موضوعی، شعار سال با نمایش کوتاه " پول " در" پنجمین جشنواره سراسری نمایش‌های رادیویی " برای تهیه‌کننده برنامه، امیرعباس اشرف
- ۳ عنوان تهیه‌کننده برتر ( امیر عباس اشرف) ، نویسنده برتر( شاهرخ باقری نژاد) و صدابردار برتر  ( علیرضا آزادگان مهر)   درجشنواره طنز «زیر چتر لبخند»
- برترین نویسنده در  نکوداشت برنامه‌سازان برتر نوروز ۹۲ رادیو برای تیم نویسندگی برنامه و زهرا ادراکی

## مهمانان برنامه

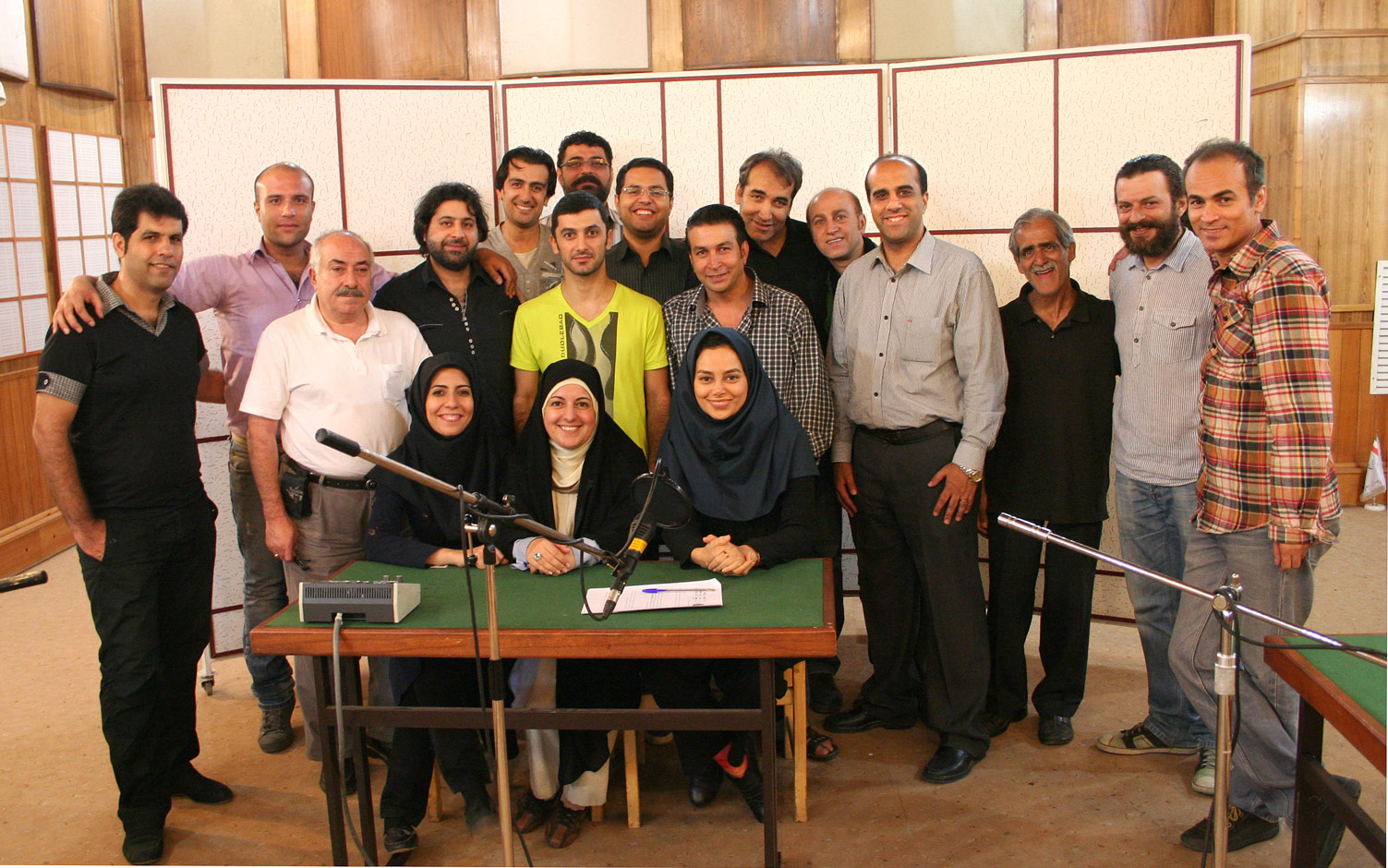
فرهاد ظریف به عنوان مهمان برنامه کوی نشاط به همراه عوامل برنامه در ویژه برنامه روز «عید فطر» - نوزدهم مردادماه ۱۳۹۲

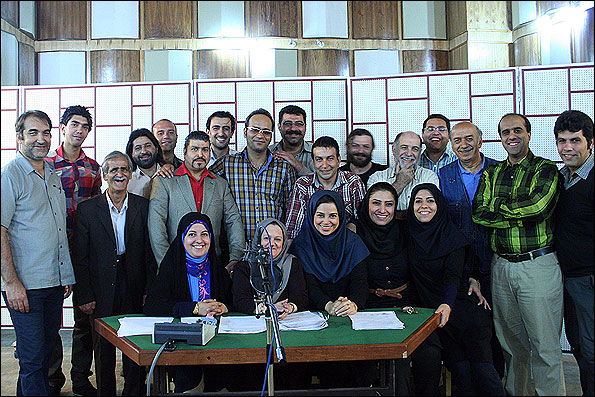
شهرام شکوهی به عنوان مهمان برنامه کوی نشاط به همراه عوامل برنامه در ویژه برنامه روز پدر- سوم خردادماه ۱۳۹۲

بنا به مناسبت‌های مختلف مهمان‌های متفاوتی در این برنامه حضور داشته‌اند که از بین آنان می‌توان به مریم نشیبی، علی طیب نیا، رضا ناجی، مهران رجبی، فریدون بیگدلی، شهرام شکوهی، فرهاد ظریف، اردلان شجاع‌کاوه، محمد بحرانی، مهناز خطیبی، کاترین اشتون، لوک خوش شانس، کارلوس کی روش و … اشاره کرد.